# 戈里希夫卡 (博布里涅茨區)
47°58′36″N 32°0′22″E / 47.97667°N 32.00611°E
戈里希夫卡（烏克蘭語：Горіхівка），是烏克蘭中部的村莊，隸屬基洛夫格勒州的克羅皮夫尼茨基區。該村面積0.24平方公里，海拔高度183米，2001年人口18，人口密度每平方公里74.7人。